# Pringgoboyo
Pringgoboyo is een bestuurslaag in het regentschap Lamongan van de provincie Oost-Java, Indonesië. Pringgoboyo telt 2132 inwoners (volkstelling 2010).